# Yumare
Yumare é uma cidade venezuelana, capital do município de Manuel Monge.